# إيتيم ساريسولوك
إيتيم ساريسولوك (11 يوليو 1986 - 14 يونيو 2013) كان ناشطًا وعاملًا قُتل على أيدي الشرطة في أنقرة خلال احتجاجات منتزه غيزي عام 2013. كان ساريسولوك، الذي أصيب بجروح خطيرة على يد ضابط الشرطة أحمد شهباز خلال احتجاجات حديقة جيزي في أنقرة، قد مكث في وحدة العناية المركزة لمدة 14 يومًا. لقد تم تشخيص حالته بموت دماغي في 12 يونيو 2013 وتوفي في مستشفى أنقرة نوموني في 14 يونيو 2013 في الساعة 3:15 مساءً. جاء في تقرير التشريح أن الرصاصة التي قتلته عُثر عليها داخل المخ.

## الحياة
ولد ساريسولوك في 11 يوليو 1986 في سونغورلو بمحافظة كوروم، لعائلة من أصل تركماني علوي. انتقل إلى أنقرة مع أسرته في عام 1991. لقد عمل والده مظفر ساريسولوك مدرسًا للأدب. ومع ذلك، فقد استقال الأب وبدأ يعيش بمفرده في ريف كوروم لأسباب مختلفة. يعيش والده حياة بعيدة عن التكنولوجيا ويتبع نظام غذاء نباتي. قامت والدته، سيفي، بإعالة الأسرة من خلال العمل كعاملة نظافة. كانت طفولته فقيرة مع ثلاثة أشقاء وأخت واحدة. أكمل إيتيم تعليمه الابتدائي في مدرسة كينيك الابتدائية وبدأ تعليمه الثانوي في مدرسة أبيدين باشا الثانوية المهنية الصناعية؛ لكنه لم يواصل دراسته. ثم ذهب إلى مدرسة Tuzluçayır الثانوية. لكنه تركها في الصف الثاني. لقد تم اعتقاله خلال احتجاجات التعليم المجاني في هذه المدرسة. بعد المدرسة الثانوية عمل في قطاعات مختلفة مثل نقل البضائع وعمل في OSTİM كعامل لحام. شارك في بناء مركز للشرطة في هكاري لفترة من الوقت.

## الموت

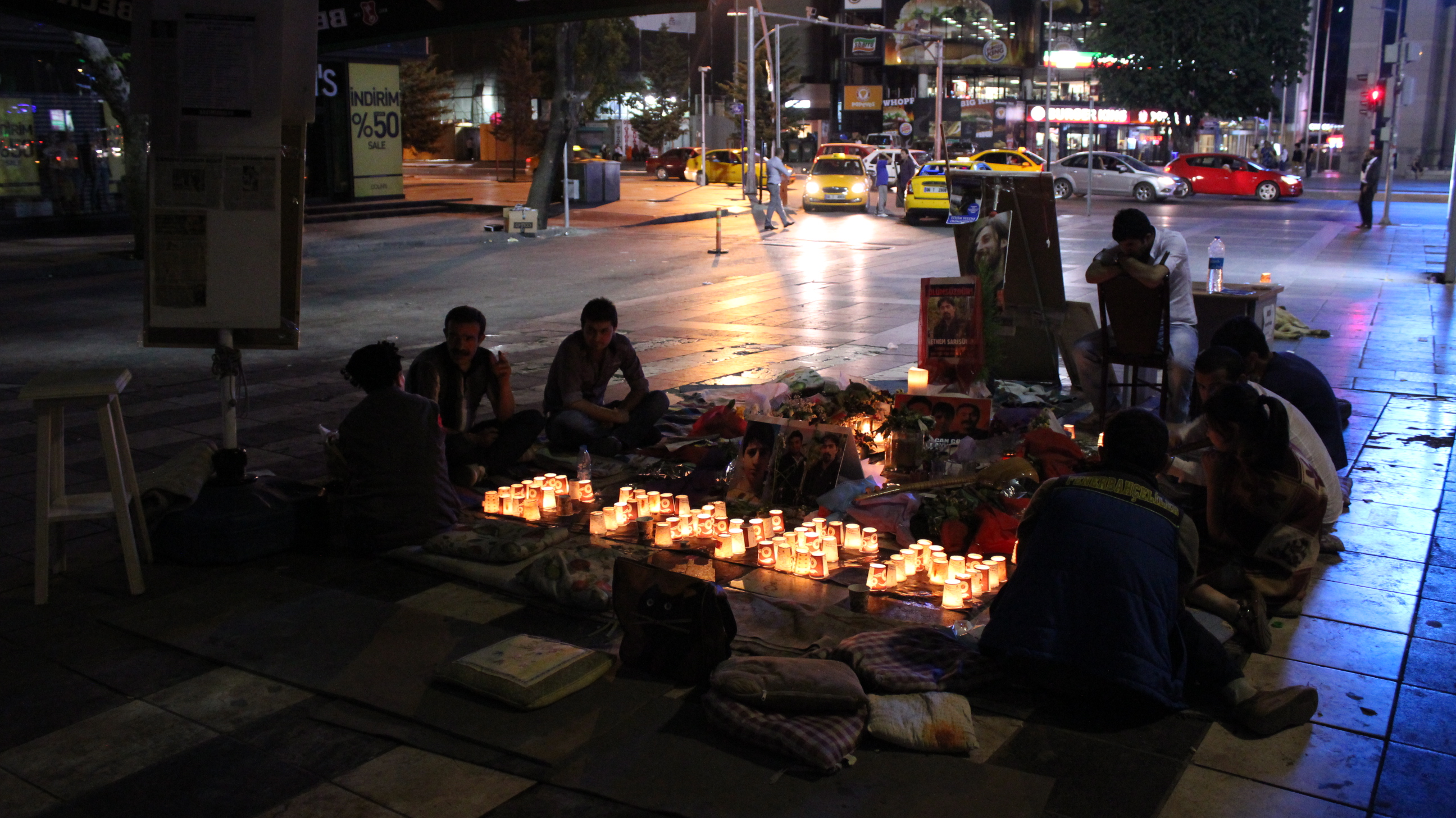
نصب تذكاري تم إنشاؤه في كيزيلاي عند النقطة التي تم فيها إطلاق النار على إيتيم ساريسولوك

في 1 يونيو، أصيب ساريسولوك برصاصة أطلقها ضابط الشرطة أحمد شهباز خلال احتجاجات منتزه غيزي. في غضون أيام قليلة توقفت جميع أعضائه عن العمل وتوفي بعد 13 يومًا. وبعد 7 أيام من تقديم عائلته شكوى جنائية، تم استكشاف المنطقة التي أصيب فيها بالرصاص.
تم إرسال جثته إلى معهد كيسورين للطب الشرعي لتشريح الجثة. بصرف النظر عن الخبراء، انضم محاميا الأسرة، كاظم بيرقدار وتومان أوزكان، إلى المدعي العام وخبير مراقبة لتشريح الجثة. تم تسجيل العملية على شكل صور وفيديو. تمت إزالة رصاصة من عيار 9 ملم من دماغه. وتشير التقديرات إلى أن الرصاصة أطلقت على مسافة 4.8 متر. أرادت عائلته التبرع بأعضائه. ومع ذلك، لم تتم الموافقة على هذا الطلب لأن الأعضاء أصبحت غير صالحة للاستعمال بعد تشريح الجثة.
في 3 سبتمبر 2014 تقرر الحكم على المشتبه به الضابط أحمد شهباز بالسجن 7 سنوات و9 أشهر. تتكون من 1 سنة تحت المراقبة و4 سنوات وشهرين في السجن. مع ذلك، وفي 8 ديسمبر 2014، طلب مكتب المدعي العام في محكمة الاستئناف العليا تغيير الحكم لأن المدعى عليه شهباز قد ارتكب «القتل العمد» من خلال «استهداف المجموعة التي أمامه وإطلاق النار عليهم عمدًا».

## الجنازة
في 16 يونيو 2013، وفي تمام الساعة 12:30 في كيزيلاي، تجمع حشد لحضور جنازة ساريسولوك. لم تسمح الشرطة لسلطات الجنازة بالتجمع في كيزيلاي لإحياء الذكرى. أغلقت فرق الشرطة والدرك الطريق عند مفترق باتكنت عندما أقيمت مراسم الجنازة في كيزيلاي. ترك، الأشخاص الذين أتوا إلى كيزيلاى لحضور جنازة ساريسولوك، الزهور في المكان الذي تم فيه إطلاق النار على ساريسولوك. تدخلت الشرطة مع الأشخاص الذين أرادوا المشاركة في مراسم إحياء الذكرى. لقد استخدمت خراطيم المياه والغاز المسيل للدموع لتفريق المتظاهرين. أصيب عدد من الأشخاص في الحادث وأصيب شخصان في رأسهما بقنبلة غاز مسيل للدموع. تم اعتقال أكثر من 100 شخص خلال الحادث تم نقل جثة ساريسولوك إلى قرية بيليتسه ببلدة سونغورلو في جوروم بسيارة بلدية جانكايا. شارك في مراسم الجنازة ممثل حزب الشعب الجمهوري من تونجلي، حسين أيغون، وممثل كوروم، توفان كوس، ومؤسسات ومنظمات مختلفة. تم تنفيذ الحفل من قبل فرع كوروم لمؤسسة حاجي بكتاش ولي وتم تنفيذ التقليد والعرف العلوي البكتاشي.

## المطالبات
أصدرت العصبة الشيوعية الثورية التركية، التي تأسست في عام 1979 كمنظمة غير شرعية بعد تقسيم جيش التحرير الشعبي لتركيا، بيانًا على موقعها الإلكتروني الرسمي، بعد وفاة إيتيم ساريسولوك. في هذا البيان، زُعم أن ساريسولوك كان عضوًا في العصبة الشيوعية الثورية التركية.

## ردود الفعل
لإحياء ذكرى إيتيم ساريسولوك وللاحتجاج على إطلاق سراح الشرطي التي قتلته ومنصة KESK إسطنبول الفروع ومكتب تمثيل DİSK في إسطنبول وغرفة إسطنبول الطبية وفرع TMMOB إسطنبول، دعت الآلاف إلى التجمع في ميدان تقسيم.
كان شقيقه الأكبر، مصطفى ساريسولوك، مرشحًا من حزب الشعوب الديمقراطي في الانتخابات العامة التركية في نوفمبر 2015 لتمثيل الدائرة الثانية في أنقرة.

## الإرث
في يوليو 2013، أطلق اسمه على حديقة في باطي كنت في حي يني محلة وهي منطقة في أنقرة. في نفس العام، تم إنشاء مكتبة باسمه في ماماك.
في عام 2013، تم تخصيص مهرجان موردوغان المسرحي في موردوغان بإزمير لذكرى إيتيم ساريسولوك. ألّف المغني ألباي بتأليف أغنية "Ethem'in Sessiz Çığlığı" تكريما لإيتيم ساريسولوك وجميع من فقدوا حياتهم خلال احتجاجات منتزه غيزي. كما قام المخرج غوركان هاسير بعمل فيلم وثائقي عن حياة إيتيم ساريسولوك بعنوان Haziran Yangını. صدر الفيلم في 12 يونيو 2015.